# Francisco Javier Clavijero
Francisco Javier Clavijero y Echegaray, ó Francisco Xavier Clavigero (Puerto de Veracruz, Nueva España,9 de septiembre de 1731–Bolonia, Estados Pontificios, 2 de abril de 1787) fue un clérigo jesuita novohispano, historiador, filósofo, y humanista, considerado el principal exponente de la ilustración en la Nueva España, precursor del indigenismo y uno de los principales autores de la Escuela Universalista Española del siglo XVIII.

## Su vida en la Nueva España, 1731- 1767

### Infancia
Nació el 9 de septiembre de 1731 en el puerto de Veracruz, siendo el tercero de los once hijos del matrimonio formado por Blas Clavijero y Molaguero, alcalde mayor de Teziutlán, Atempa y de la provincia de Xicayan (en la Mixteca Alta), originario del pueblo terracampino de Melgar de Arriba, provincia de Valladolid (Reino de Castilla), y por María Isabel de Echeagaray y Fernández-Marín, criolla veracruzana de origen vasco, hermana de Francisco de Echegaray, gobernador del Reino de Nuevo León y del Nuevo Santander (padre de la virreina Francisca Javiera de Echeagaray y Bosio y de José María de Echegaray y Bosio, gobernador del Nuevo Santander).   
Su padre trabajó para la Corona española, por lo que su familia se trasladó constantemente de una población a otra en regiones de mayoritaria población indígena, teniendo desde sus primeros años, un fuerte contacto con la población indígena de Puebla y de la Mixteca baja. Esta experiencia le habría permitido un primer acercamiento al náhuatl, lengua de la que haría uso en años posteriores, y alimentaría la defensa que realizó durante su exilio de la igualdad indígena americana ante una supuesta superioridad intelectualidad europea erróneamente concebida por aquellos tiempos:
"Sus almas son en lo radical como las de los demás hombres, y están dotados de las mismas facultades. Jamás han hecho menor honor a su razón los europeos, que cuando dudaron de la racionalidad de los americanos. [...] Sus entendimientos son capaces de todas las ciencias, como lo ha demostrado la experiencia".

### Estudios, ordenación sacerdotal y enseñanza en la Nueva España
Transcurrida su infancia, se trasladó a la ciudad de Puebla de los Ángeles para estudiar en el Colegio de San Jerónimo, perteneciente a la Compañía de Jesús. Posteriormente ingresó al Colegio de San Ignacio (de la misma Compañía) donde "[...] se inició en la filosofía, la historia y algunos rudimentos de las ciencias ". Uno de los momentos que se considera de mayor importancia en la vida de Clavijero fue su ingreso, en 1748, al Colegio jesuita de Tepotzotlán. Se sabe que al inicio encontró poco agradable el orden regular de su nueva vida, destinada a la preparación sacerdotal, pero pronto se acostumbró y los superiores del Colegio lo consideraron como un joven "[...] con un talento superior al promedio y un carácter optimista". Se sabe también que por entonces comenzó el estudio formal del náhuatl, cuyo aprendizaje era obligatorio para los novicios. Fue también durante su estancia en Tepotzotlán donde Clavijero tuvo por compañeros a varios jóvenes que, junto con él, y debido a su labor intelectual, serían llamados humanistas mexicanos del siglo XVIII: José Rafael Campoy, Francisco Javier Alegre, Andrés Cavo y Pedro José Márquez fueron algunos de ellos.

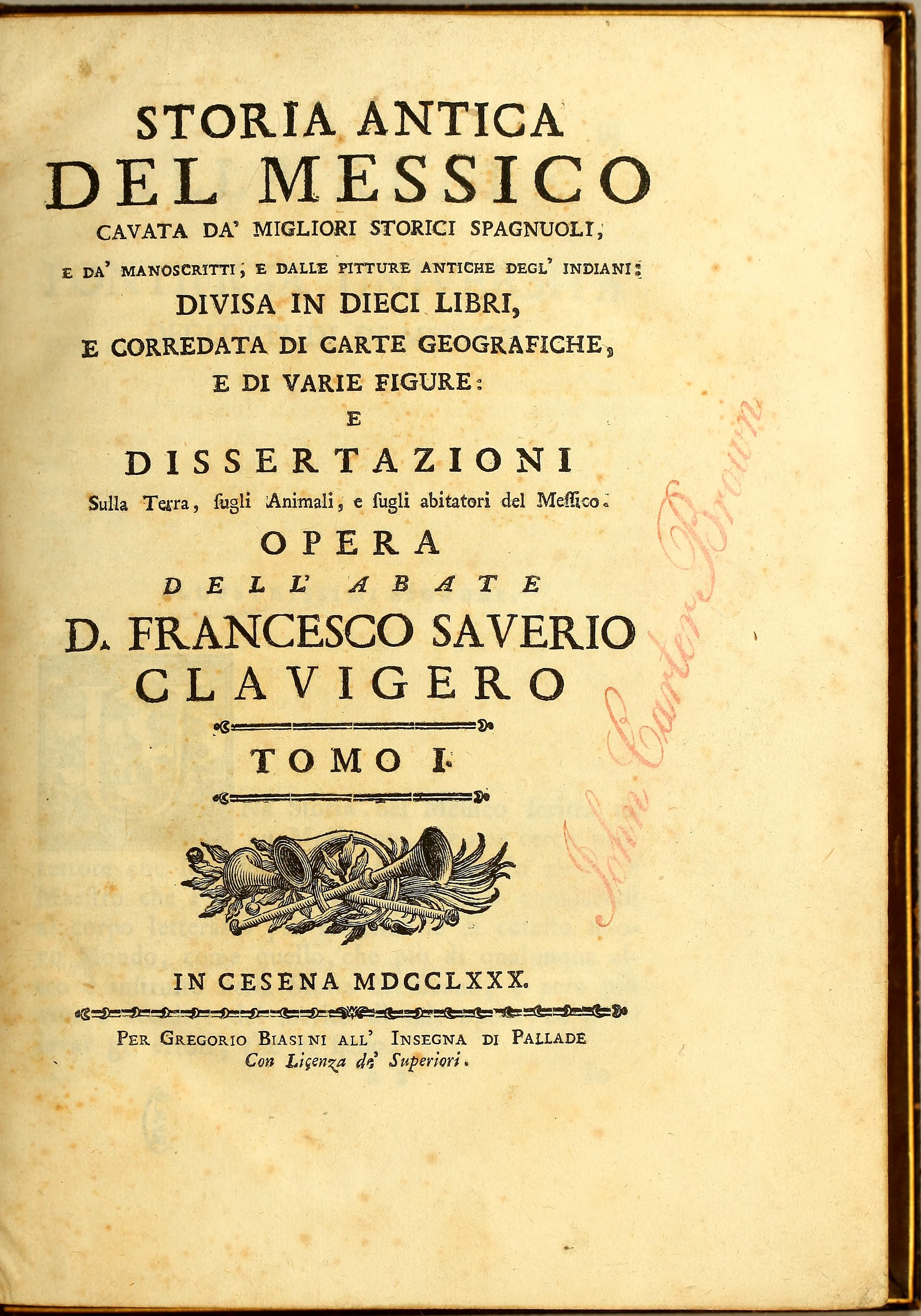
Portada de la Storia antica del Messico (1780), en su edición italiana.

En 1751, regresó a Puebla, al Colegio de San Ildefonso, donde profundizó en el estudio de la filosofía escolástica. Según Juan Luis Maneiro (uno de sus biógrafos contemporáneos), el joven Clavijero no estuvo totalmente de acuerdo con lo que le enseñaban, y fue por esos años cuando se inició en el estudio de la filosofía moderna, bajo la guía de sus superiores. Entre sus lecturas de aquella época se encuentran Descartes, Newton, Leibniz, entre otros. Consideraciones de este tipo, que presentan a un Clavijero abierto a las "nuevas ideas", han llevado a considerar al jesuita veracruzano como uno de los máximos referentes de la Ilustración novohispana, movimiento que, de haberse realmente producido, fue en todo caso tímido y reservado, si se compara con las tesis radicales de los ilustrados europeos del siglo XVIII. Luego de su estancia en Puebla, Clavijero se trasladó a la Ciudad de México para estudiar teología, en el Colegio de San Pedro y San Pablo. Su estancia en este lugar se ha considerado significativa pues, a la par de su formación teológica, pudo acercarse al conjunto de testimonios indígenas resguardados, y que habían pertenecido a Carlos de Sigüenza y Góngora, intelectual novohispano del siglo XVII. En ese tiempo, cuando aún no había concluido sus estudios, también dio clases y fue prefecto del Colegio de San Ildefonso. Tiempo después, sus superiores le encomendaron la cátedra de retórica.[cita requerida]

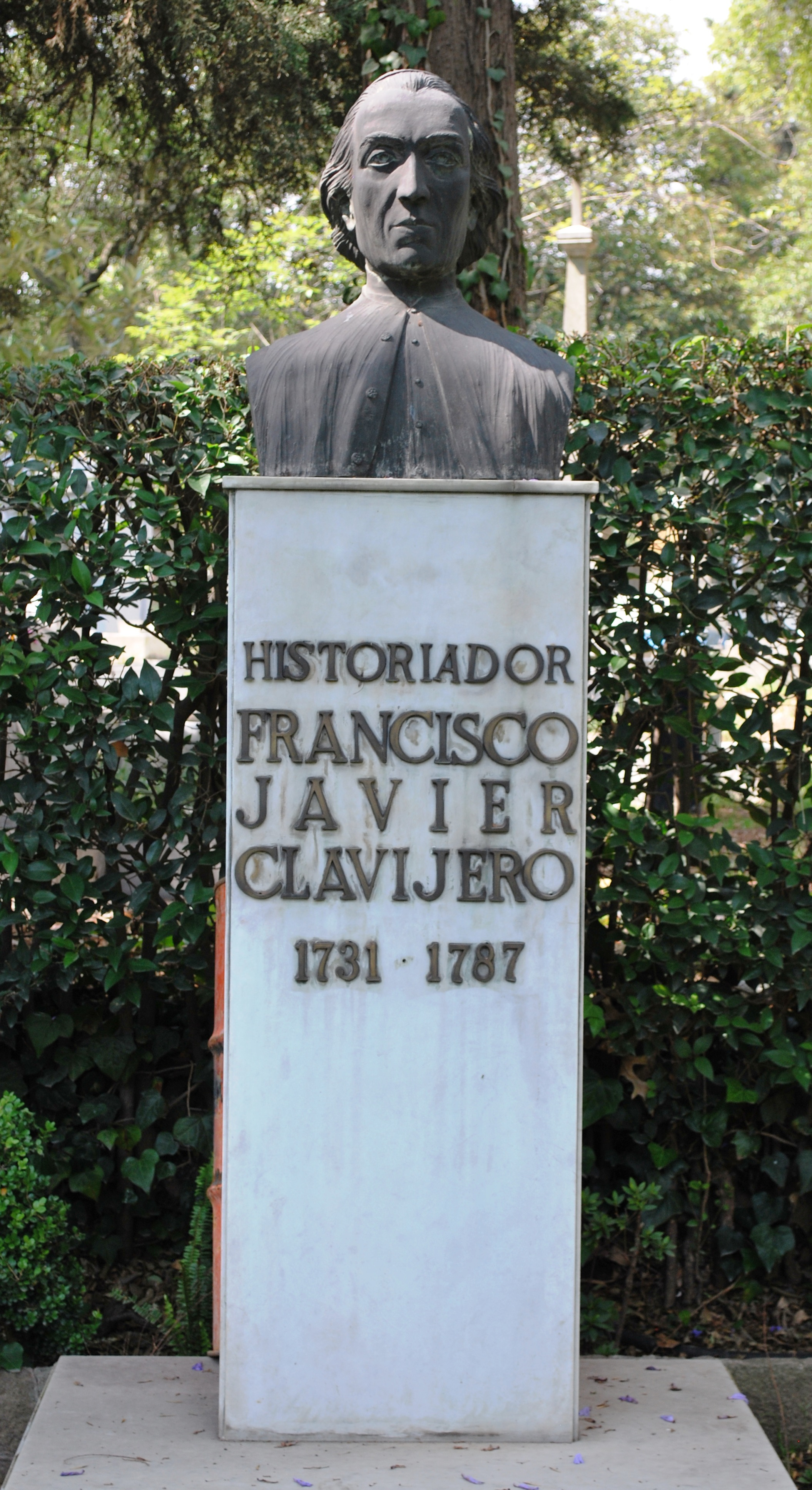
Sepulcro de Francisco Xavier Clavijero, en la Rotonda de las Personas Ilustres.

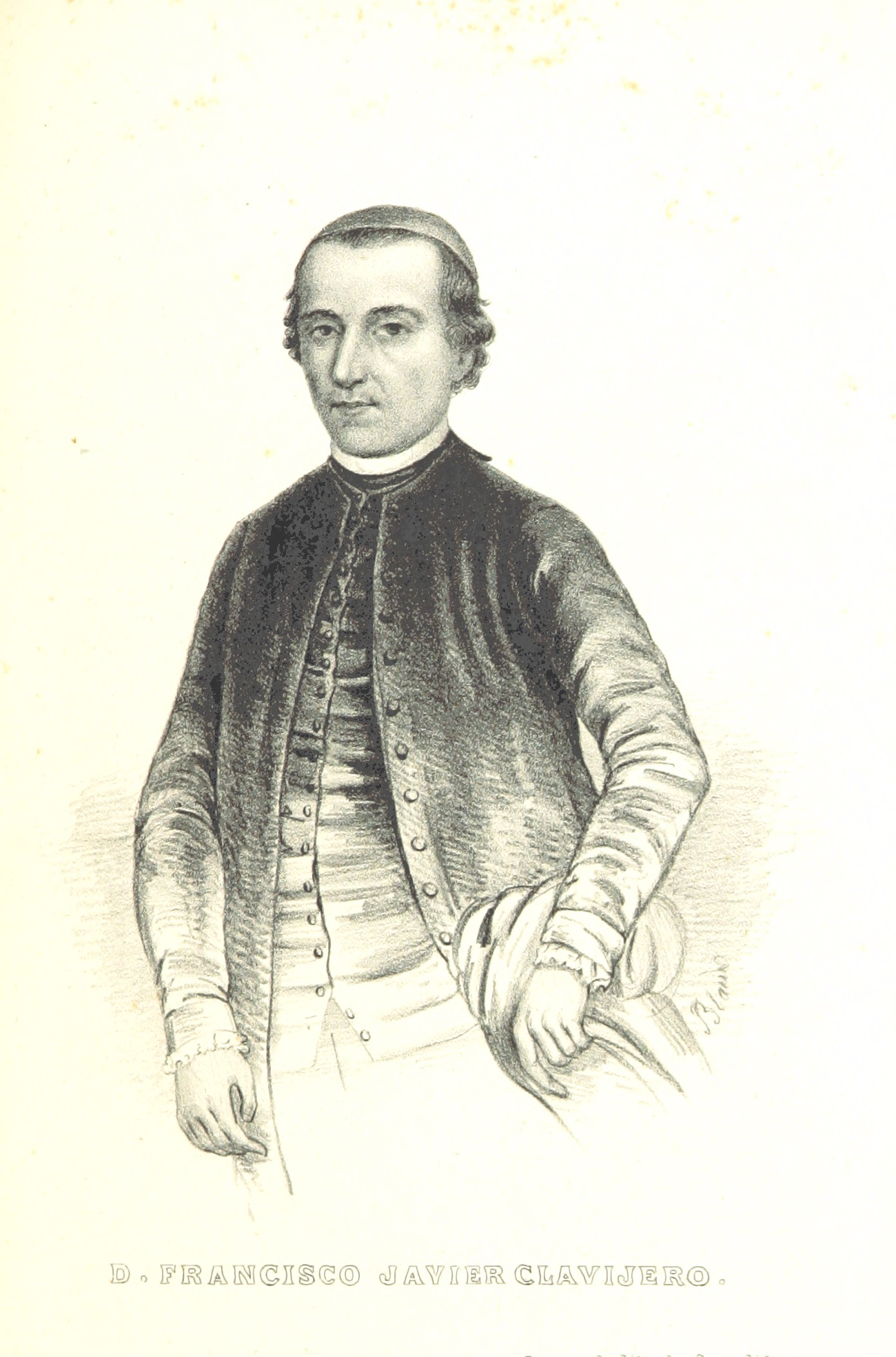
Retrato de Clavijero en su "Historia Antigua de México" (British Library)

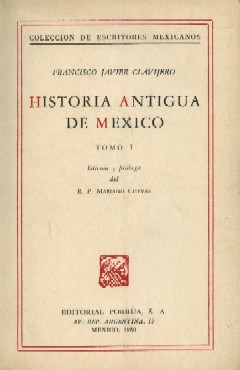
Portada de la primera edición de la Historia antigua de México (1945), a cargo de la Editorial Porrúa.

Francisco Xavier Clavijero fue ordenado sacerdote en octubre de 1754, luego de seis años y medio de haber ingresado a la Compañía de Jesús. Se sabe que por esos años (y en otros momentos de su vida) expresó su deseo por trabajar entre la población autóctona, y solicitó ser enviado a las misiones de la California. Su petición no fue atendida (en realidad nunca), pero en 1758 fue destinado al Colegio de San Gregorio, en la Ciudad de México, lugar en el que se educaba a la población indígena. La cercanía con el Colegio de San Pedro y San Pablo le permitió continuar con el estudio de la documentación indígena legada por Sigüenza. Al respecto, él mismo expresó, en el prólogo de su Historia antigua de México: "[...] vi y estudié -en el Colegio- el año de 1759 algunos volúmenes de aquellas pinturas -las de la colección de Sigüenza-, que contenían la mayor parte de las penas prescritas por las leyes mexicanas contra ciertos delitos". Esta documentación sería utilizada, mal o bien, en su ulterior obra historiográfica.[cita requerida]
De 1762 a 1767, Clavijero dedicó gran parte de su tiempo a la enseñanza. Luego de cuatro años en el Colegio de San Gregorio, se ordenó su traslado al Colegio de San Francisco Javier en Puebla, destinado también a la educación de los indígenas. Al año siguiente (1763), fue enviado al Colegio de Valladolid (hoy Morelia), donde, según se dice, enseñó filosofía moderna y, supuestamente, tuvo por alumno a Miguel Hidalgo. Que el "Padre de la Patria" mexicana haya sido alumno de Clavijero es algo que hoy en día se sabe falso. En 1766, se dio orden a Clavijero de trasladarse al  Colegio de Santo Tomás en Guadalajara. Poco fue el tiempo que estuvo ahí, ya que al año siguiente el decreto de Carlos III, rey de España, obligaba a los miembros de la Compañía de Jesús a salir de sus dominios, así en la metrópoli como en ultramar.

## La expulsión de la Compañía de Jesús y el exilio en Italia, 1767-1787
La Compañía de Jesús, influyente y poderosa, también tenía sus detractores y enemigos. Fue por eso que Carlos III proclamó la expulsión de los jesuitas el 27 de febrero de 1767. Fueron, según él, "gravísimas causas" las que lo obligaron a tomar la decisión, así como una serie de motivos que guardaba en "su real pecho". Cuando el decreto llegó a la Nueva España el entonces virrey, Carlos Francisco de Croix, lo ejecutó desde la madrugada del 25 de junio. Clavijero, que se hallaba en Guadalajara, tuvo que salir junto con sus compañeros hacia Veracruz con destino al exilio. El 25 de octubre de 1767, llevando pocas cosas consigo, Clavijero se embarcó con rumbo a La Habana. El viaje no terminó ahí, y lejos estuvo de ser sencillo, pues como se sabe fue hasta 1770 cuando pudo asentarse de forma definitiva en Bolonia, ciudad que entonces pertenecía a los Estados Pontificios.
No fue el de Clavijero un caso excepcional, pues es sabido que los jesuitas de las provincias de México y de Castilla se asentaron en esa ciudad.  En Bolonia, residió Clavijero hasta el día de su muerte, acaecida el 2 de abril de 1787; fue asimismo el lugar donde llevó a cabo gran parte de su producción intelectual.[cita requerida]

## Apología indigenista: Clavijero y los críticos de América
Debido a la vida restringida que los jesuitas exiliados llevaban en los Estados Pontificios, se entiende que hayan podido dedicar gran parte de su tiempo a estudios de diversa índole para ocupar sus horas de ocio. En el caso de Clavijero, su estancia en Europa le hizo darse cuenta de la visión que algunos de los intelectuales del Viejo Continente ofrecían sobre América, y que desde su punto de vista era producto de la ignorancia. A combatir esta interpretación de la realidad americana dedicaría una parte significativa de sus escritos. Él mismo lo expresó en el prólogo de la Historia antigua de México, al decir que escribía "[...] para restituir a su esplendor la verdad ofuscada por una turba increíble de escritores modernos de la América [...]". Aunque las críticas del jesuita novohispano fueron orientadas principalmente contra Cornelius de Pauw. Georges-Louis Leclerc de Buffon (naturalista francés) o William Robertson (historiador escocés) no quedaron exentos.[cita requerida]
De acuerdo con Clavijero, Cornelius de Pauw, en su obra Investigaciones filosóficas sobre los americanos, había plasmado un retrato indignante de los mismos:

"Los hombres —afirmaba el filósofo prusiano— apenas se diferenciaban de los animales sino es en la figura; pero aun en ésta se descubren muchas señales de su degeneración: el color trigueño, la cabeza muy dura y armada de gruesos cabellos, y todo el cuerpo privado enteramente de pelo. [...] Carecen de memoria, al punto que hoy no recuerdan lo que hicieron ayer. No saben reflexionar ni ordenar sus ideas, ni son capaces de mejorarlas, ni aun de pensar, porque en su cerebro sólo circulan humores gruesos y viscosos. Su voluntad es insensible a los estímulos del amor y de cualquier otra pasión. Su pereza los tiene sumergidos en la vida salvaje. Su cobardía se manifestó en la conquista".

F.X. Clavijero, a través de las páginas de su Historia y de sus nueve Disertaciones, tenía  como principal propósito combatir y desmantelar la visión que filósofos europeos como Pauw tenían sobre la población y la naturaleza de América.

## LaHistoria antigua de Méxicoen un contexto más amplio
El nombre de Francisco Xavier Clavijero ocupa un lugar importante en la historiografía mexicana. El estudio y la escritura de la historia tuvieron lugar en su quehacer intelectual. Fundamentalmente son dos las obras que le otorgan una mención entre nuestros historiadores: la ya referida sobre el pasado prehispánico y la Historia de la antigua o baja California. Indudablemente su prestigio se lo debe a la primera, por lo que conviene detenerse en ella.[cita requerida]
Fueron, como el propio Clavijero lo expresó, tres los motivos que lo impulsaron para escribir la historia prehispánica. En primer lugar, "[...] para evitar la fastidiosa y reprensible ociosidad a que me hallo condenado [...]"; en segundo, "[...] para servir del mejor modo posible a mi patria [...]"; finalmente, para hacer frente a la "[...] turba increíble de escritores modernos de la América [...]". Escrita en diez libros y acompañada de nueve disertaciones, la Historia antigua de México narra la parte de la historia mexicana anterior y hasta 1521. Además del libro I, que el propio autor denomina como "historia natural", el resto de los libros expone una detallada visión del pasado prehispánico, comenzando por los toltecas, considerados, según el conocimiento de la época, como unos de los primeros pobladores. Luego de mencionar a otras "naciones", la narración se reduce a la historia del señorío mexica ("los mexicanos", los llama Clavijero), desde su llegada a las tierras de Anáhuac y la fundación de la "monarquía mexicana", hasta la llegada de los españoles y la toma de  Tenochtitlan en agosto de 1521 (la famosa Conquista de México). Es esta la historia antigua de su patria, Nueva España. Puede argumentarse que la de Clavijero es una interpretación céntrica de la historia mexicana, ya que solo encuentra su fundamento en la cultura mexica.[cita requerida]
En cuanto a las Disertaciones, son nueve escritos de polémica en los que el jesuita novohispano intenta refutar las opiniones de algunos intelectuales europeos. Constituyen la parte de su obra en la que se aprecia una defensa más arraigada de los indígenas. En parte apología y en parte ataque, las Disertaciones son la declaración abierta de la indignación de Clavijero en contra de los europeos que calumnian a los americanos. Más que un defensor de la historia mexicana, se aprecia en ellas a un defensor de América. Se ha querido ver en estos escritos un intento de rebelión contra la Europa arquetipo. El jesuita veracruzano devolvió todos los argumentos con los que Europa atacó al Nuevo Mundo, pero no para proclamar la superioridad de los americanos, sino para abogar por la igualdad.

### Francisco Xavier Clavijero y el rescate de las "antigüedades mexicanas" desde Nueva España
Desde el siglo XVI, la minoría letrada del virreinato manifestó su interés por dar cuenta del pasado indígena. Fue este un tópico que permaneció hasta los años inmediatos a la eclosión del movimiento de independencia. Sin embargo, la interpretación de la historia y de la cultura prehispánica no fue la misma. Bajo el riesgo de generalizar, puede afirmarse que, antes del siglo XVIII, salvo algunas excepciones, el pasado prehispánico fue visto por los historiadores novohispanos como algo ajeno y producto del demonio.[cita requerida]
Teniendo como antecedente a Carlos de Sigüenza y Góngora, los estudiosos del siglo XVIII ofrecieron una interpretación, en cierta forma distinta, de la historia prehispánica. En relación con el surgimiento de una conciencia nacionalista (la idea de una "patria mexicana"), los historiadores de esta época revalorizaron y se apropiaron de la historia anterior a 1521. En el ámbito de la investigación, las fuentes para la historia indígena fueron también objeto de revaloración. En consonancia con la idea de una Ilustración novohispana, Antonio Rubial refiere sobre la interpretación de los ídolos, monumentos y pinturas indígenas: "En contraste con la postura de los frailes que los consideraban manifestaciones demoniacas, el Siglo de las Luces los veía como monumentos de la Antigüedad mexicana, como manifestaciones de una cultura que merecía ser conocida, pues era parte del pasado de este territorio". La preocupación por el rescate de las "antigüedades mexicanas" (según expresión de la época) también se aprecia en Clavijero. En su dedicatoria a la Real y Pontificia Universidad de México (con fecha de 13 de junio de 1780) expresó a los superiores de la misma: "[...] quiero quejarme amistosamente de la indolencia o descuido de nuestros mayores con respecto a la historia de nuestra patria. [...] por la pérdida de los escritos, la historia de México se ha hecho dificilísima, por no decir imposible. Ya que esta pérdida no se puede reparar, al menos que no se pierda lo que nos queda". Nuevamente mencionaba que su trabajo era el de un ciudadano que "[...] a pesar de sus calamidades, se ha empleado en esto por ser útil a su patria". En suma, que su obra era "[...] un testimonio de mi sincerísimo amor a la patria [...]".
Clavijero, junto a otros estudiosos, sobre todo los universalistas españoles e hispánicos, en su mayoría jesuitas, desplegó su labor intelectual en Bolonia, pero otros lo hicieron desde Nueva España. Contemporáneos a él y con intereses similares a los suyos, fueron varios, entre ellos los siguientes:

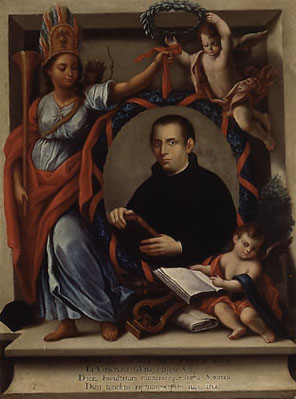
Francisco Xavier Alegre, amigo, contemporáneo, compatriota y correligionario de Clavijero en la Compañía de Jesús y la Escuela Universalista.

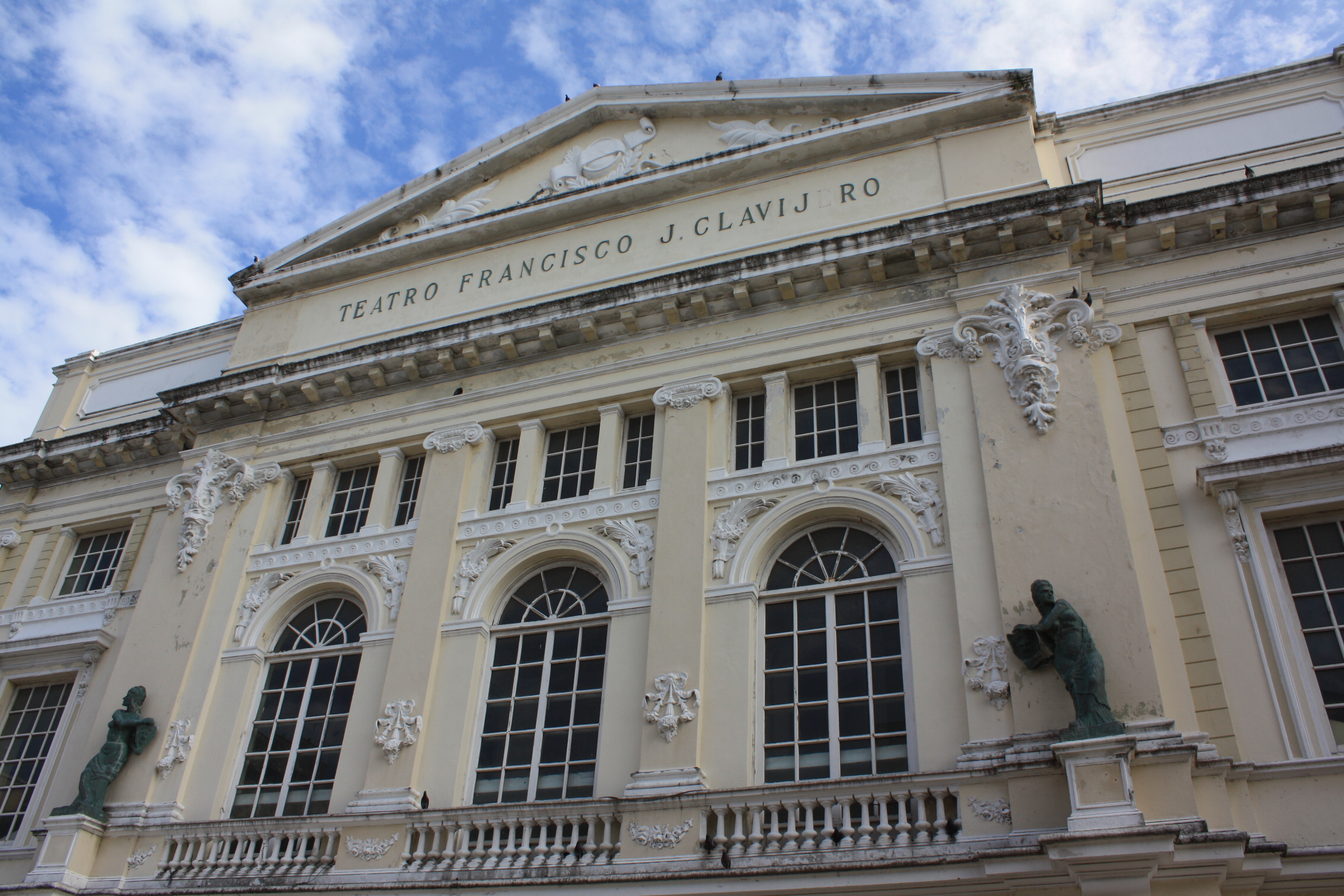
Teatro Francisco Javier Clavijero en el puerto de Veracruz

- Antonio de León y Gama, que luego de los descubrimientos realizados en la plaza mayor de la Ciudad de México, donde se hallaron la Piedra del Sol o Calendario Azteca, y una escultura de la Coatlicue, publicó en 1792 un estudio sobre ambos hallazgos, titulado Descripción histórica y cronológica de las dos piedras que con ocasión del nuevo empedrado que se está formando en la plaza principal de México, se hallaron en ella el año de 1790.[35]

- José Antonio Alzate, que en 1791 publicó en su Gaceta Literaria una descripción del "castillo" de Xochicalco y de las ruinas de El Tajín, ambos descubrimientos efectuados no muchos años atrás.[cita requerida]

- También jesuita exiliado fue Pedro José Márquez, que difundió las obras de Alzate y de León y Gama en Europa. Fue autor de un libro titulado Delle case di città degli antichi romani secondo la dottrina di Vitruvio, en el que buscaba demostrar que las construcciones y el arte de los antiguos mexicanos eran comparables a los de la Antigüedad clásica.[cita requerida]

- Juan José de Eguiara y Eguren, que en los prólogos de su Bibliotheca mexicana presentaba los avances culturales de los pueblos prehispánicos. Eguiara resaltó a hombres como Nezahualcóyotl y Nezahualpilli, en la línea de grandes gobernantes y promotores de las artes.[cita requerida]

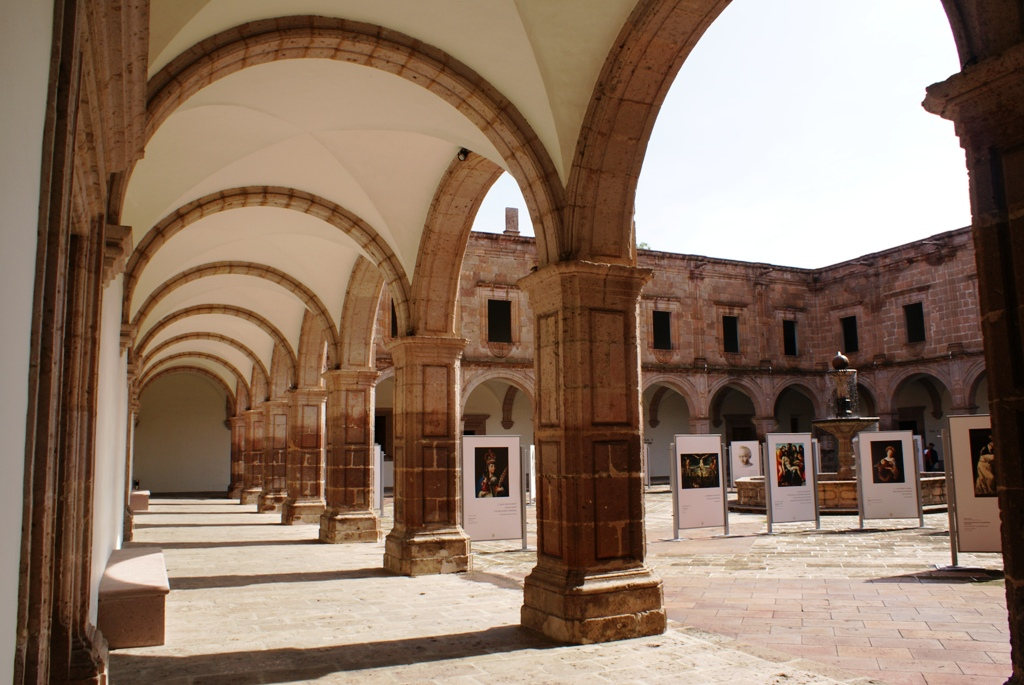
Centro Cultural Clavijero en Morelia, Michoacán

- Centro Cultural Clavijero en Morelia, MichoacánMariano Veytia, autor de una Historia antigua de México, que quedó inconclusa e inédita por su muerte en 1780. En ella ligaba la historia indígena a la historia bíblica, exaltaba al señorío de Texcoco y a su rey-filósofo Nezahualcóyotl.[cita requerida]

- Lorenzo Boturini, quien es conocido más bien como anticuario. Influido por Giambattista Vico, intentó dar cuenta de la historia prehispánica a partir de tres edades o épocas (divina, heroica y humana) en su Idea de una nueva historia general de la América septentrional. Se sabe que, durante su estancia en Nueva España, Boturini recopiló una gran cantidad de "pinturas mexicanas", mismas que le fueron confiscadas por las autoridades virreinales.[cita requerida]

### Transmisión de laHistoria antigua de México: de 1780-1781 hasta la fecha

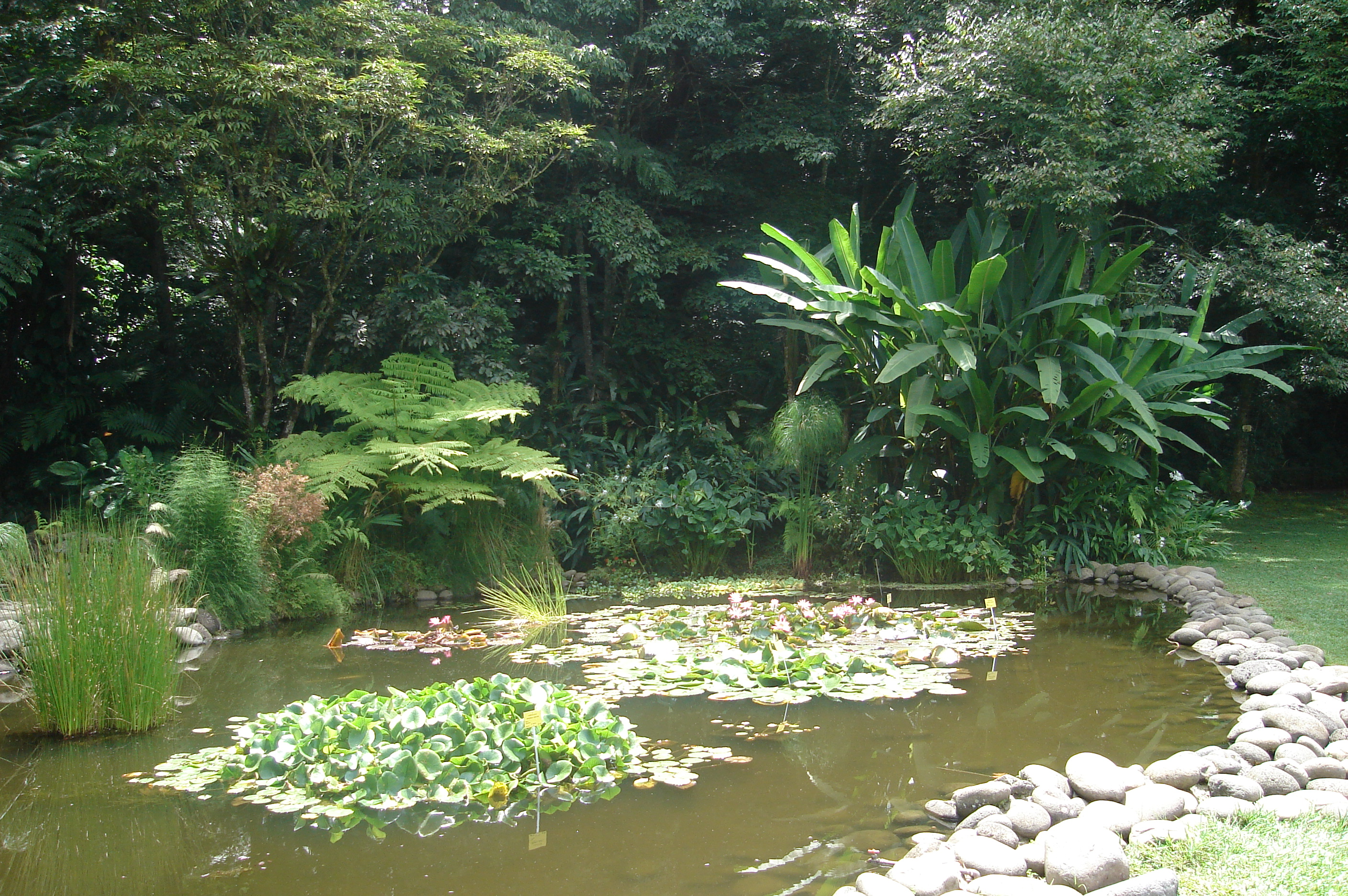
Jardín Botánico Francisco Xavier Clavijero de Xalapa

Una obra tan citada o por lo menos tan mencionada llega hasta esta época luego de casi dos siglos y medio de haberse publicado por vez primera. La edición princeps de su obra se realizó entre 1780 y 1781, durante el exilio en Bolonia. Impresa en Cesena y publicada en toscano (bajo el título Storia antica del Messico), el mismo Clavijero expresó la razón por la que lo hizo: "[...] la escribí primero en español; estimulado después por algunos literatos que se mostraban deseosos de leerla en su propia lengua, me encargué del nuevo y fatigoso empeño de traducirla al toscano [...]". En una carta dirigida al rector y al claustro de la Real y Pontificia Universidad de México, fechada en 29 de febrero de 1784, señalaba que "[...]su trabajo [el suyo] publicóse en toscano; porque no se pudo más [...]", aludiendo quizá a una condición para poder ver impresa su obra.[cita requerida]
Durante el siglo XVIII, la Historia de Clavijero tuvo dos ediciones más, una en inglés (1787, basada en la edición italiana) y otra en alemán (1789-1790, basada, a su vez, en la traducción inglesa). Se cree que la máxima obra clavijeriana se tradujo al francés y al danés durante el mismo siglo, pero no hay mucha certeza al respecto.
Llama la atención el hecho de que en el siglo que la obra vio la luz no haya ediciones de la misma en español. Se sabe, sin embargo, que Clavijero realizó, en años previos a su muerte, gestiones para que su obra fuera traducida al español. Antonio de Sancha, impresor que residía en Madrid, solicitó en octubre de 1784 el permiso del monarca para imprimir la obra de Clavijero, cuyo manuscrito él mismo le había enviado. El impresor obtuvo el permiso que solicitó. Sin embargo, su cometido nunca pudo concretarse debido a protestas que, como las de Ramón Diosdado Caballero (jesuita, oriundo de Mallorca), consideraban que la obra del jesuita veracruzano era antiespañola. Por esto, la Historia tuvo que esperar al siguiente siglo para circular entre un público de habla hispana.[cita requerida]

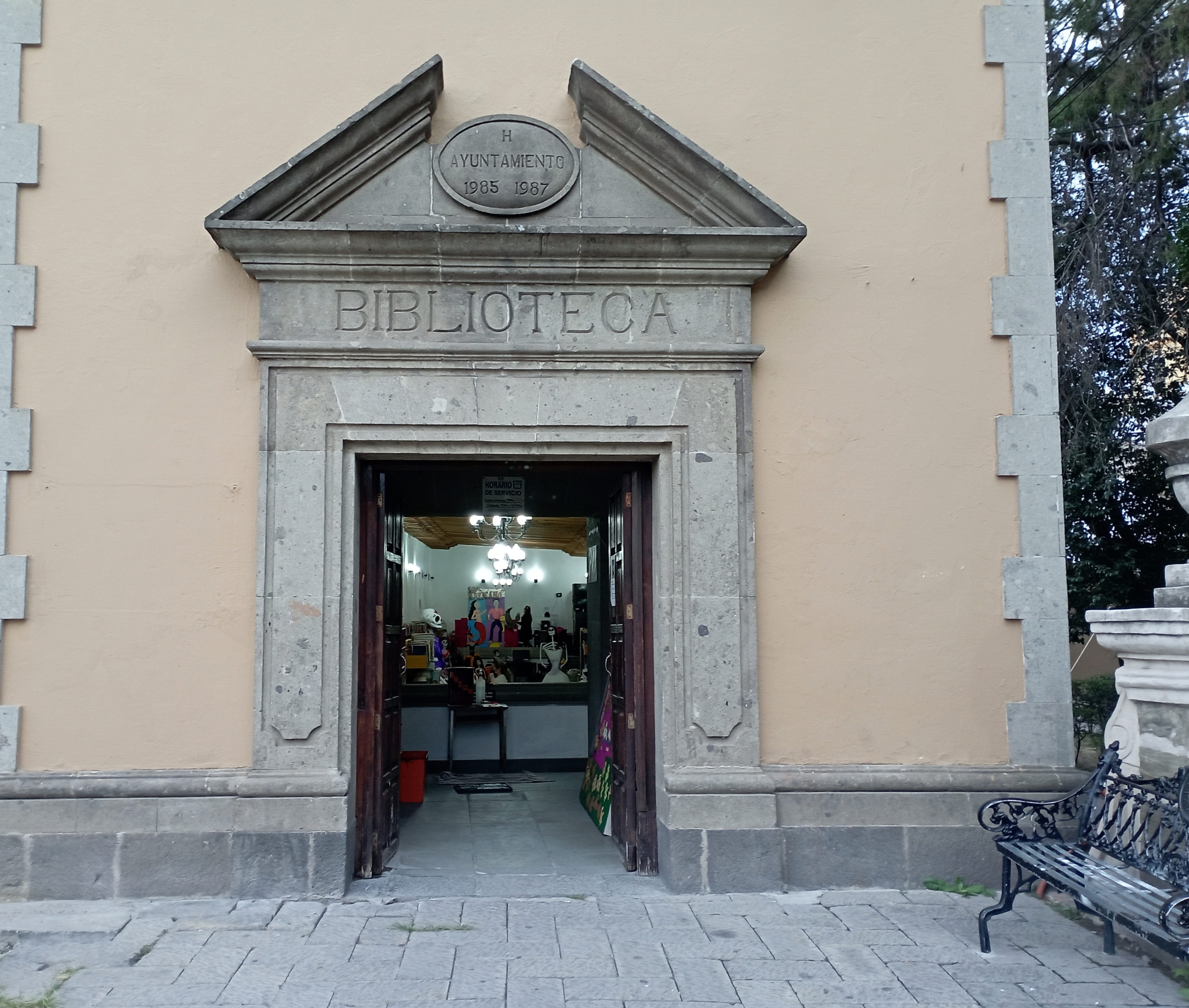
Biblioteca Francisco Xavier Clavijero de Tepotzotlán, estado de México

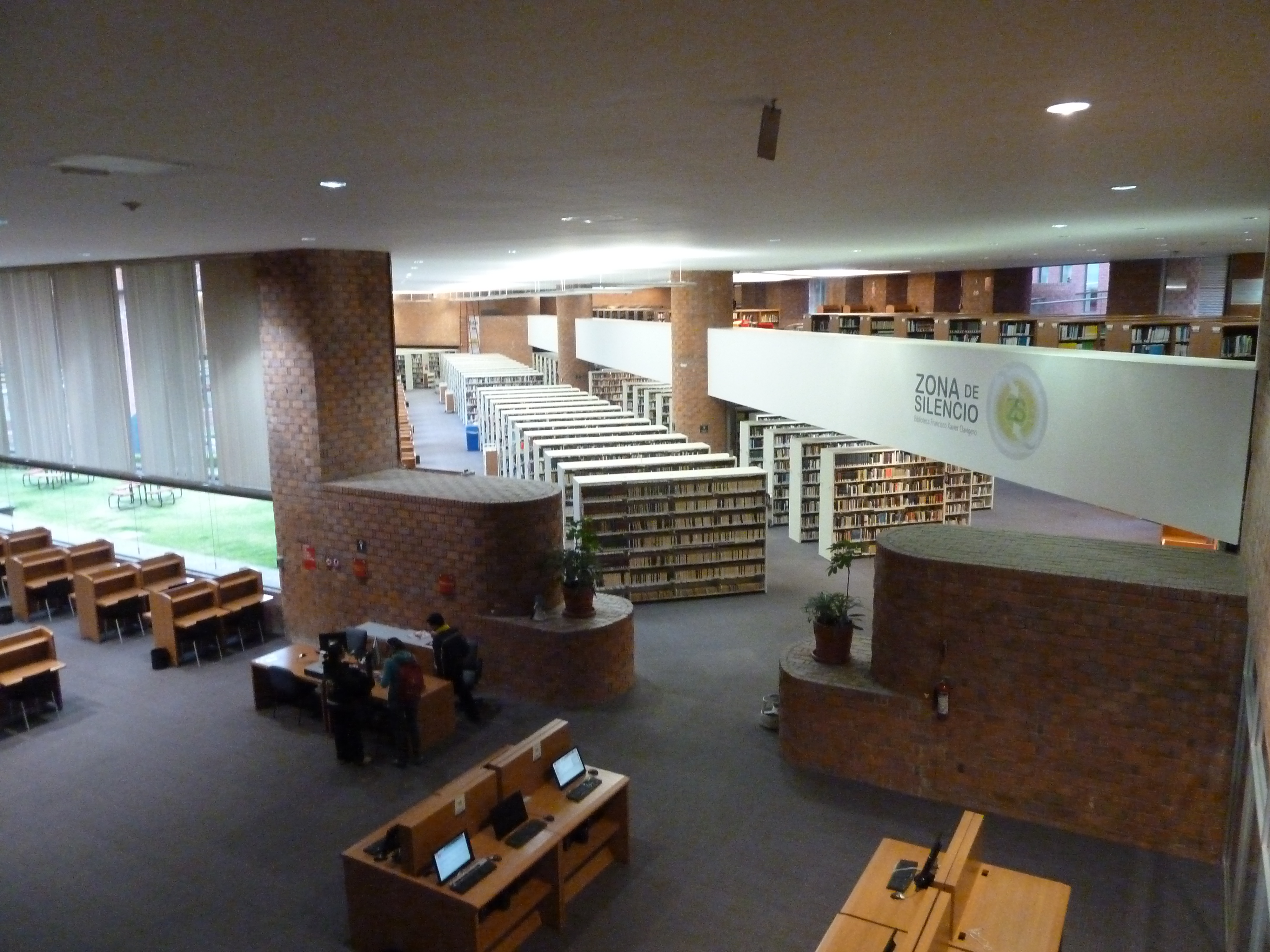
Biblioteca Francisco Xavier Clavijero de la Universidad Iberoamericana, Santa Fe, Ciudad de México

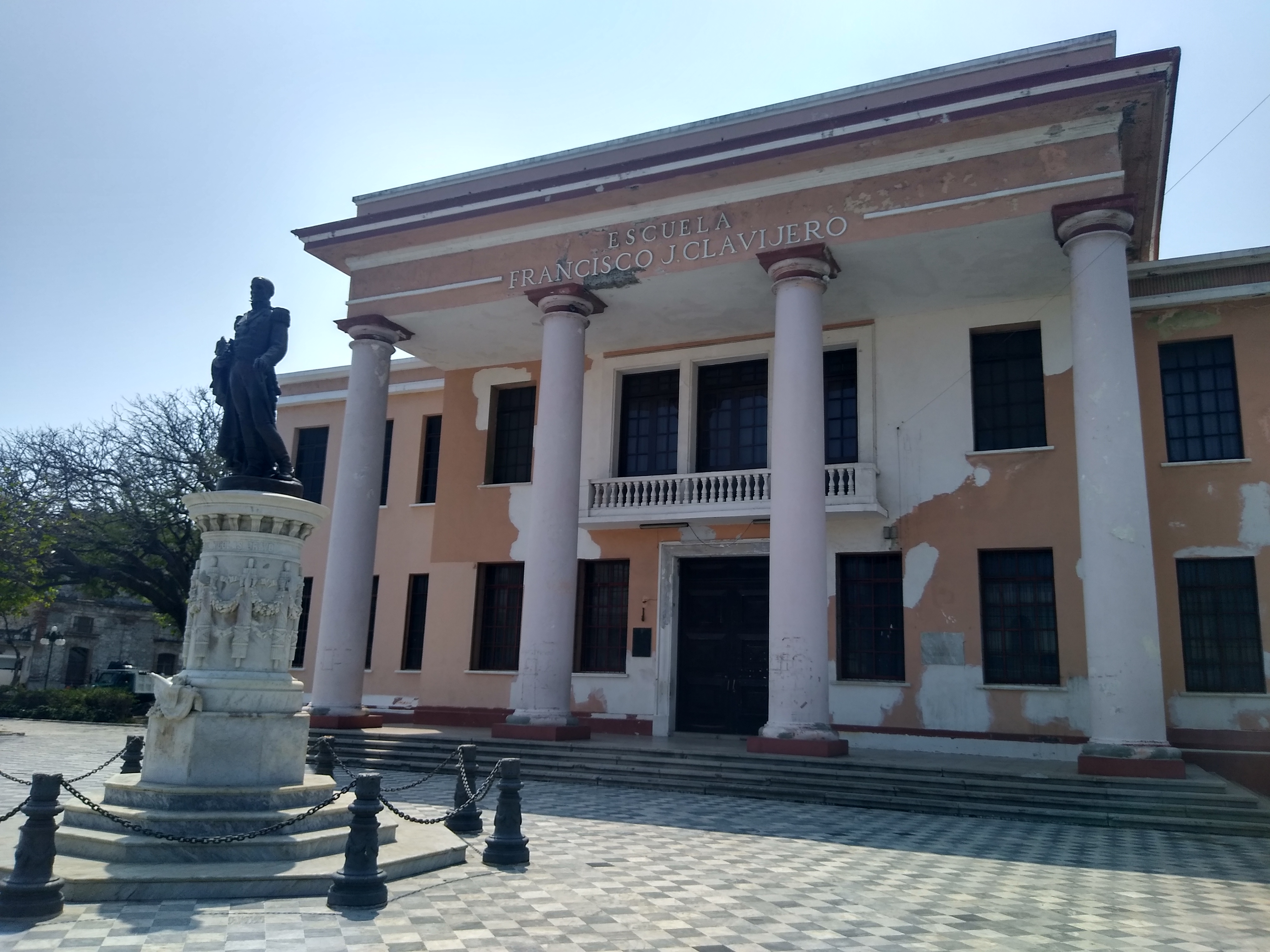
Escuela Francisco Xavier Clavijero de Veracruz

La primera edición en español data de 1826, efectuada en Londres. Se trata de la traducción que realizó José Joaquín de Mora, basada en el texto italiano del siglo XVIII. Ediciones de 1868, 1883 y 1917 se basaron en ella. En 1853, salió otra edición de la obra, cuya traducción fue preparada por Francisco Pablo Vázquez, por esos años obispo de Puebla. Su traducción se editó nuevamente entre 1861 y 1862. Puede decirse que en este siglo la Historia de Clavijero tuvo una mayor difusión, sobre todo en México.[cita requerida]
Hasta entrado el siglo XX, la gran mayoría de las ediciones en español que circulaban en México se basaban en las traducciones ya referidas. Fue en 1945 cuando apareció una nueva edición de la Historia, bajo el sello de la Editorial Porrúa. Preparada por el jesuita Mariano Cuevas, el mérito de la edición es que fue realizada por el manuscrito en español que el propio autor había legado. Las dos primeras ediciones aparecieron en 4 tomos (como la edición original de 1780), y las restantes, hasta ahora, en uno solo. Con la de 2014, se contabilizan hasta el momento 12 ediciones de Porrúa. Es esta la edición más accesible, mas no la única.[cita requerida]

## Obras: el resto de su producción intelectual
El padre Francisco Xavier Clavijero es conocido especialmente por su magna obra historiográfica (a tal grado que olvidamos que, antes de ser historiador, fue religioso, sacerdote jesuita), sin embargo sus escritos versaron sobre temas variados. Entre los más conocidos figuran los siguientes:
- La Historia de la Antigua o Baja California en cuatro tomos. Esta obra prácticamente es un sumario de obras de los misioneros jesuitas que vivieron en la península de Baja California, entre ellos los sacerdotes jesuitas, Miguel Venegas, Juan María Salvatierra, Eusebio Francisco Kino, Juan de Ugarte, Francisco María Piccolo, Fernando Consag y otros más.
- Diálogo entre Filaletes y Paeófilo
- De las colonias de los tlaxcaltecas
- Breve descripción de la Provincia de México en el año 1767
- Un ensayo titulado Physica particularis.
- Una disertación titulada Cursus philosophicus
- Una historia en que narra las apariciones de la Virgen de Guadalupe.
- Un ensayo titulado Frutos en que comercia o puede comerciar la Nueva España.

## Epílogo: la repatriación de los restos del jesuita novohispano (1970)
Escribía Mariano Cuevas en 1944 que Clavijero: "Fue enterrado en la iglesia de Santa Lucía, en la cripta de los jesuitas mexicanos. Dos veces, en 1924 y en 1927, al visitar nosotros esa cripta, tratamos de identificar los restos del ilustre veracruzano, pero es ya humanamente imposible y tenemos que contentarnos con la sola glorificación de su memoria". Clavijero murió en Bolonia, y no pudo regresar a su tierra natal, como seguramente hubiera deseado. Su retorno no se pudo dar hasta mucho tiempo después, ya entrado el siglo XX.[cita requerida]
Aunque con seguridad los conocedores de la obra de Clavijero dieran por sentada su muerte (la de alguien nacido en 1731), parece que no fue hasta el año de 1862 cuando la noticia se hizo explícita y se difundió en México. Ese año, el Boletín de la Sociedad Mexicana de Geografía y Estadística publicó un artículo que contenía una carta firmada por Agustín A. Franco (escritor y editor mexicano que radicaba en Europa), en la que expresaba que durante su estancia en Italia había recibido informes sobre el fallecimiento de Clavijero. El informe contenía el acta de defunción del jesuita veracruzano. Finalmente, alentaba Franco a que "la patria" no pasara por alto el recuerdo "[...] de uno de sus hombres ilustres, muerto en el suelo extranjero". Desde finales del siglo XIX, se planteó la posibilidad de repatriar sus restos. Así, en 1897 Antonio García Cubas afirmaba, en un artículo publicado en el Almanaque de "El tiempo", que, de ser cierto que los restos de Clavijero yacían en la cripta de Santa Lucía, sería recomendable ejecutar las "providencias necesarias para hacer trasladar a la patria las cenizas de un mexicano cuyo nombre debe enorgullecer a la nación".[cita requerida]
En realidad, fue a mediados del siglo pasado cuando las pesquisas que tenían por objeto localizar "científicamente" los restos mortales del jesuita veracruzano, comenzaron a ejecutarse. La iniciativa fue del escritor italomexicano Gutierre Tibón en colaboración con Fabio Frassetto, entonces director del Instituto de Antropología General y Aplicada de la Universidad de Bolonia. En 1951 y entre 1966 y 1969 se acrecentaron las indagaciones para la ubicación exacta de los huesos y los trámites para agilizar la repatriación. Aunque hubo mucha actividad de por medio, baste decir que no fue hasta 1970, en la recta final del gobierno de Gustavo Díaz Ordaz, cuando el 13 de julio se anunció en el Diario Oficial de la Federación de México el decreto que ordenaba la repatriación de los restos del jesuita veracruzano. La acción se concretó el 5 de agosto, cuando la urna de Clavijero llegó a Veracruz. Previamente a su entrada a la Ciudad de México se le rindieron homenajes en la Universidad Veracruzana. El Museo Nacional de Antropología albergó los días 5 y 6 de agosto una ceremonia en la que participaron figuras del ámbito cultural, político, académico y social del momento. Al finalizar la ceremonia, los restos se trasladaron a la Rotonda de las Personas Ilustres, donde yacen todavía.[cita requerida]
Escuelas, bibliotecas, jardines botánicos, avenidas, calles y parques le han sido dedicados a su memoria a lo largo y ancho de la república mexicana. El Instituto Nacional de Antropología e Historia, a través del Consejo Nacional para la Cultura y las Artes, entrega el Premio Francisco Javier Clavijero a los trabajos de investigación en historia y etnohistoria.[cita requerida]